# Bárcena de Pienza
Bárcena de Pienza es una pedanía del municipio de Merindad de Montija, en la comarca de Las Merindades de la provincia de Burgos, comunidad autónoma de Castilla y León, en España.

## Límites y localización
Al Sur con Barriosuso, perteneciente a la Merindad de Castilla la Vieja, al este con Quintanilla de Pienza, al N-E con Revilla de Pienza, al N-O con Baranda y al oeste con Gayangos, estos cuatro últimos de la misma Merindad de Montija.
Enclavada a 74 km de Bilbao y a 90 de Burgos aproximadamente, entre Medina de Pomar, Villarcayo y Espinosa de los Monteros, por citar las tres localidades importantes de la zona entre las que se encuentra.

### Coordenadas
- Latitud: 43°0′23″ N[1]
- Longitud: 3°29′32W.
- Altitud: 650 metros sobre el nivel del mar

## Accesos
Hay cuatro posibles accesos: 
- Desde el Crucero, tomando dirección Villarcayo por la carretera autonómica  CL-629 , se atraviesa Villalázara y se llega a Baranda. A mitad del pueblo antes del cruce hacia Quintanahedo y antes del bar, nos encontramos con un acceso a la izquierda con un cartel donde pone Bárcena de Pienza, accediendo a la carretera BU-V-5413 que, tras algo menos de 3 km, nos lleva hasta nuestro destino.

- Desde el Crucero, se toma la dirección Oña y Medina de Pomar por la carretera  N-629 , pasando por el Rivero, Barcenillas y Revilla. Una vez llegados a Quintanilla de Pienza, tomamos un desvío a la derecha hacia la  BU-V-5413 , que nos indica que estamos a 1 km de nuestro destino. De hecho, tras pasar el puente sobre el río Trueba y poco después de 500 metros, empezamos a ver las primeras casas.

- Desde Medina de Pomar, tomando la N-629 durante algo más de 8 km, dejando Santurde a la derecha, llegamos de nuevo a Quintanilla de Pienza, tomamos el citado desvío, en este caso a la izquierda, nos volvemos a incorporar a la BU-V-5413.

- Desde Villarcayo, tomando la CL-629 en dirección a Bilbao y durante unos 10 km, atravesando Bocos y llegando a Gayangos, nos desviamos hacia la derecha, atravesamos la plaza mayor y volvemos a tomar la BU-V-5413 durante algo más de 2 km, llegando a enlazar con la carretera que viene de Baranda a escasos 50 metros de la entrada en Bárcena de Pienza.

## Demografía
Evolución de la población
| Gráfica de evolución demográfica de Bárcena d Pienza entre 2000 y 2017 |
|                                                                        |
| Población de derecho (2000-2017) según el padrón municipal del INE     |

## Atractivos

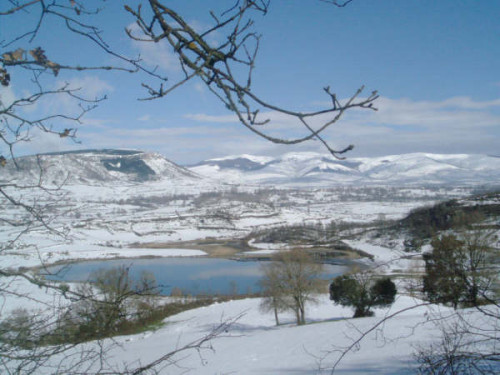
Lagunas de Bárcena.

### Ermita románica
Actualmente es el cementerio de Bárcena de Pienza, de cuyos restos solo queda el ábside de la nave central.
Fue saneada y restaurada durante la última década del pasado siglo XX, casi totalmente con capital privado. El pueblo contribuyó con un nuevo tejado, lo que más hacía peligrar su integridad y lo que le asegurará varias décadas de bonanza. No es difícil encontrar referencias y fotografías en guías de Románico e incluso usando un sencillo buscador en internet.

### Laguna de Bárcena

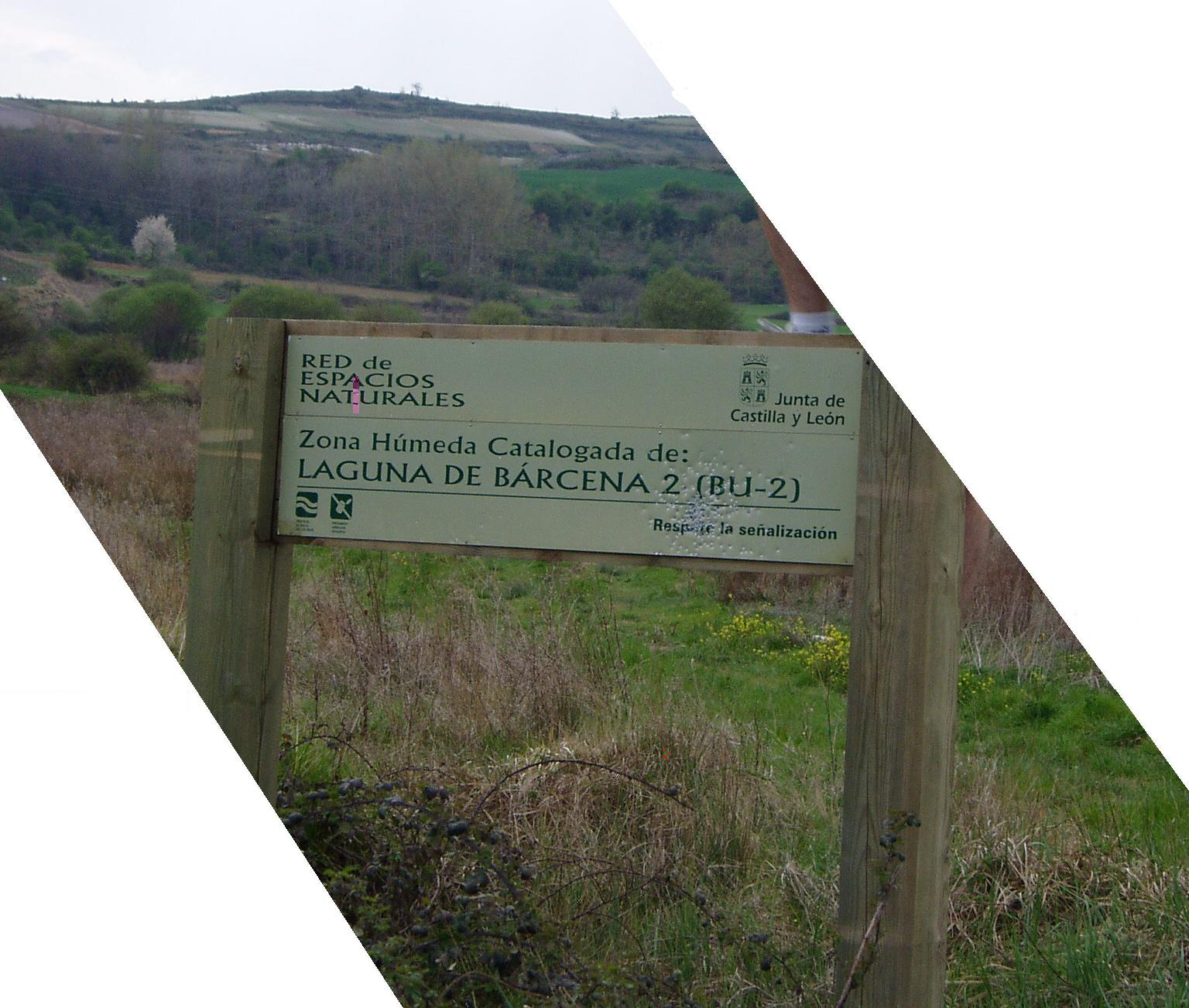
Cartel de los Lagos.

También llamados Pozos de la Lama o Lagunas de Antuzanos, son de un gran calado natural. El visitante tendrá la posibilidad de pasear y disfrutar de un enclave rural y acogedores parajes naturales.

### Moricos
Con este apelativo se designaba (y se sigue haciendo) a los habitantes de Bárcena. Es el resultado del asentamiento en su término de población de origen morisco. Felipe III decreta la expulsión de los moriscos en el año 1609. Poco antes de la expulsión se realizaron diferentes traslados de población entre diferentes lugares geográficos, con el fin de aliviar los abundantes conflictos que acontecian entre cristianos y la población musulmana. Los moriscos, aunque profesaban la religión islámica, eran bilingües en cuanto al idioma, con lo que el asentamiento en otros lugares geográficos era más sencillo.
La conversión de los moriscos asentados en Bárcena al cristianismo es la razón por la cual el pueblo adopta como santo patrón a San Vitores.

### Disputa entre pueblos
Pese a que siempre ha habido una disputa con el pueblo vecino Gayangos por adjudicarse este encantador enclave, a principio de la década de 2000 la Junta quiso zanjarlo con un cartel que pone "Laguna de Bárcena 2" (En referencia al lago grande), si bien Gayangos también posee las suyas propias, algo más pequeñas y no aptas para el baño (de hecho, sólo parte de la laguna grande lo es), pero también de indudable belleza.

## Actividad económica

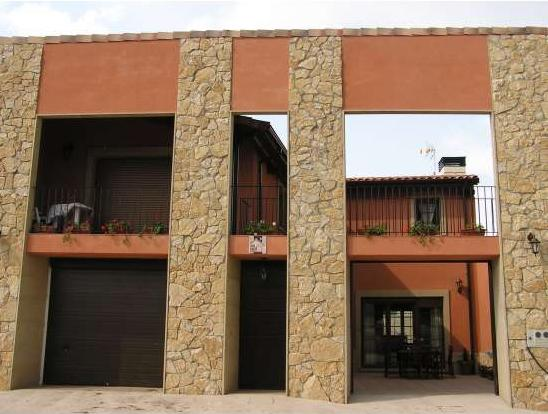
Casa rural "San Vitores".

Su actividad está basada en la ganadería, sobre todo bovina, y la agricultura.
Desde 2006, posee una casa rural, cuyo nombre es San Vitores y cuya fachada se puede observar en la fotografía adjunta.

## Fiestas patronales
Sus fiestas patronales, en honor a San Vitores, son siempre los días 25 -la víspera-, 26 y 27 de agosto, sea el día que sea de la semana, con merienda-cena popular la víspera, verbena la noche del 26 y las dianas y pasacalles la mañana y mediodía del 27, entre muchas otras actividades típicas de las fiestas de la zona, juegos infantiles, los campeonatos de Mus, Brisca y Rana, concurso de disfraces, chocolatada... en un magnífico ambiente.

## Parroquia
Iglesia de San Vitores , dependiente de la parroquia de Baranda de Montija en el Arcipestrazgo de Merindades de Castilla la Vieja , diócesis de Burgos.
El ábside existente en el cementerio pertenecía a la anterior parroquia (no era una ermita), que estaba bajo la advocación o nombre de "Santa María". 
Con la desaparición del edificio, la construcción del nuevo templo y el asentamiento de población morisca se toma la nueva advocación a San Vitores.

## Historia
Así se describe a Bárcena de Pienza en el tomo IV del Diccionario geográfico-estadístico-histórico de España y sus posesiones de Ultramar, obra impulsada por Pascual Madoz a mediados del siglo XIX:

Lugar en la provincia, diócesis, audiencia territorial y capitanía general de Burgos (9 leguas), partido judicial de Villarcayo (1 ½), ayuntamiento de la merindad de Montija, cuyas reuniones son en Villasante; Situado a los 14º 15’ de longitud y los 43º y 29’ de latitud N en terreno llano; combatido por todos los vientos y con clima sano. Tiene 30 casas de 16 a 20 pies de elevación con piso alto, formando todas un solo cuerpo de población con varias calles sin empedrar; escuela de primeras letras sin dotación fija y a temporada, a la que asisten de 12 a 14 niños de ambos sexos, y una iglesia parroquial situada a 6 minutos del pueblo en la isleta que forma el cauce de un molino y río, pasándose aquel por un pontón de madera; su título es de Nuestra Señora de la Asunción, sirviéndola un cura que por oposición provee el diocesano en patrimoniales. Hay una fuente de buenas y abundantes aguas que aprovechan los vecinos para su consumo doméstico, con una laguna al NO del pueblo de bastante profundidad, donde se crían anguilas y sanguijuelas. Confina N con Quintanilla, E río Trueva, S Pajares, y O Gayangos y Baranda distantes todos de ¼ a ½ legua. El terreno es parte arcilloso y parte arenoso; se divide en primera, segunda y tercera suerte, de las que la primera tiene 90 fanegas de sembradura, 120 la segunda y 140 la tercera que producirán de 5 a 8 por una; fertilizan algún tanto las aguas del río Trueva que pasa por el E del lugar corriendo de N a S con cauce poco profundo y sujeto a desbordaciones, dando impulso a un molino harinero. A los 250 pasos NO de la población se eleva un cerro, y a 1 legua del mismo la sierra en la que se encuentran diferentes cabañas de pasiegos habitadas solo en el verano; Producciones: trigo, centeno, maíz, lino y legumbres, resultando en un año común 360 fanegas del primero, 470 del segundo, igual cantidad del tercero, 30 arrobas del que sigue y 490 fanegas de las últimas; cría ganado lanar, vacuno, cabrío, caballar, mular y yeguar; caza de liebres, perdices, corzos, jabalíes, zorros, lobos y osos, y pesca de bogas, cachos, anguilas, truchas y barbos. Un tejedor de lienzos del país, el molino harinero de que queda hecho mérito, extracción de ganados, e importación de granos, vino, aceite y ropas, constituyen la in-dustria y comercio de sus moradores; Población: 10 vecinos, 38 almas. Capital productivo: 231.510 reales. Imponible: 22.438. Tiene dos pedazos de terreno con el nombre de propios y ejidos, uno en el sitio del castillo y otro en el de la Edesa, que contienen considerable número de varas cuadradas superficiales, y además otro en la sierra, común a toda la merindad, cuya extensión será próximamente de 4 leguas cuadradas superficiales, cubierto de abundantes pastos, árboles y arbustos.
Diccionario geográfico-estadístico-histórico de España y sus posesiones de Ultramar

## Personas destacadas
Eugenia Martínez Vallejo, "La Monstrua", personaje de la corte de Carlos II.

## Galería fotográfica

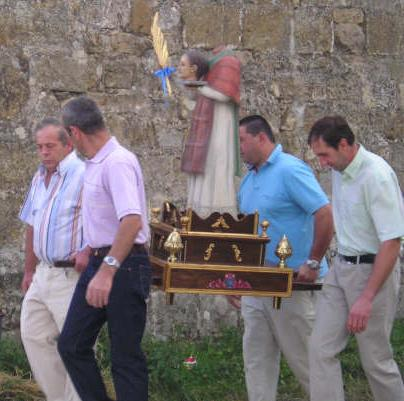
San Vitores, Santo patrón
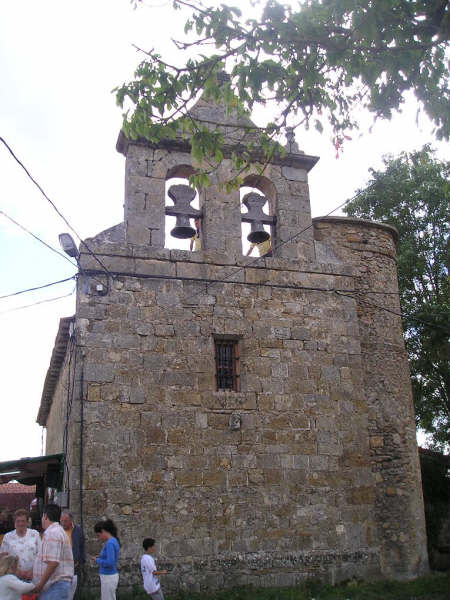
Vista lateral de la Iglesia
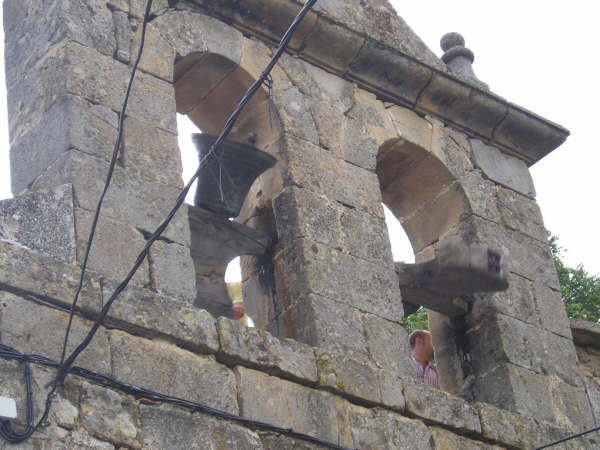
Volteo de campanas
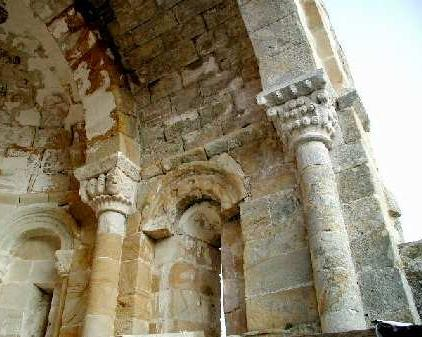
Ermita románica, actual cementerio
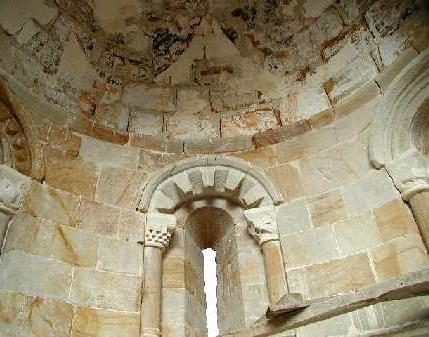
Ermita románica, vista interior
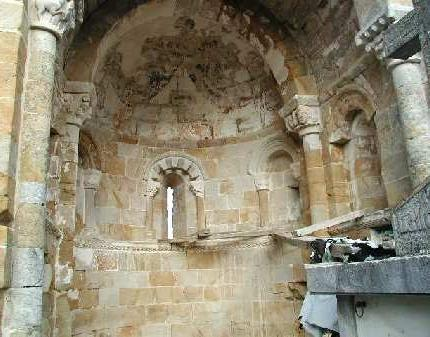
En plena época de restauración